# Мађарска на Летњим олимпијским играма 1928.
Мађарска је учествовала на Летњим олимпијским играма одржаним 1928. године у Амстердаму, Холандија. Ова олимпијада је било прво учешће мађарске после Првог светског рата.
Олимпијски тим из Мађарске, који је бројао 110 чланова, је на овим олимпијским играма се такмичио у дванаест различитих спортских дисциплина и освојили су укупно девет медаља: четири златне и пет сребрних медаља. Мађарска је освојила још једну медаљу, златну у уметности, али се она не признаје, пошто то није званична дисциплина олимпијских игара.

### Освојене медаље на ЛОИ
| Освојене медаље мађарских спортиста на ЛОИ 1928. |           |       |        |        |        |
| Спортиста                                        | Спорт     | Злато | Сребро | Бронза | Укупно |
| Антал Кочиш                                      | Бокс      | 1     | 0      | 0      | 1      |
| Еден Терстјански                                 | Мачевање  | 1     | 0      | 0      | 1      |
| Екипно                                           | Мачевање  | 1     | 0      | 0      | 1      |
| Лајош Керестеш                                   | Мачевање  | 1     | 0      | 0      | 1      |
| Бела Сепеш                                       | Атлетика  | 0     | 1      | 0      | 1      |
| Атила Печауер                                    | Мачевање  | 0     | 1      | 0      | 1      |
| Иштван Барањ                                     | Пливање   | 0     | 1      | 0      | 1      |
| Ласло Пап                                        | Рвање     | 0     | 1      | 0      | 1      |
| Ватерполо репрезентација Мађарске                | Ватерполо | 0     | 1      | 0      | 1      |
| Укупно                                           | 12        | 4     | 5      | 0      | 9      |